# 沙色朱雀
，是雀形目燕雀科的一种鸟类。

## 特征
沙色朱雀体重约20.8克，翼长约83.9毫米，嘴峰长约11.7毫米，喙宽度约6.3毫米，喙厚度约7.9毫米，跗蹠长约18.5毫米，尾长约66毫米。沙色朱雀在其分布区内为留鸟，其栖息在开放的沙漠中，食性为草食性。

## 亚种
- ：分布于阿富汗东北部。
- ：分布于中国新疆西南部。该亚种的模式产地在新疆莎车。[4]
- ：分布于中国西部（青海省东北部的西宁河地区至甘肃省西北部地区）。[5]该亚种的模式产地在南大通山。[6]